# Episodi di Snowfall (terza stagione)
La terza stagione della serie televisiva Snowfall, composta da 10 episodi, è stata trasmessa negli Stati Uniti su FX dal 10 luglio al 11 settembre 2019.
In Italia la stagione va in onda su Fox dal 22 agosto 2019 al 24 ottobre 2019.
| n° | Titolo originale                | Titolo italiano        | Prima TV USA      | Prima TV Italia   |
| -- | ------------------------------- | ---------------------- | ----------------- | ----------------- |
| 1  | Protect and Swerve              | Proteggere e sbandare  | 10 luglio 2019    | 22 agosto 2019    |
| 2  | The More You Make               | Una di quelle giornate | 17 luglio 2019    | 29 agosto 2019    |
| 3  | Cash and Carry                  | Vendita all'ingrosso   | 24 luglio 2019    | 5 settembre 2019  |
| 4  | The Game That Moves As You Play | Il gioco che cambia    | 31 luglio 2019    | 12 settembre 2019 |
| 5  | The Bottoms                     | Affari pericolosi      | 7 agosto 2019     | 19 settembre 2019 |
| 6  | Confessions                     | Confessioni            | 14 agosto 2019    | 26 settembre 2019 |
| 7  | Pocket Full of Rocks            | Affondare              | 21 agosto 2019    | 3 ottobre 2019    |
| 8  | Hedgehogs                       | Ricci                  | 28 agosto 2019    | 10 ottobre 2019   |
| 9  | Blackout                        | Blackout               | 4 settembre 2019  | 17 ottobre 2019   |
| 10 | Other Lives                     | Other Lives            | 11 settembre 2019 | 24 ottobre 2019   |